# Мелтина
Мѐлтина (на италиански: Meltina; на немски: Mölten, Мьолтен) е село и община в Северна Италия, автономна провинция Южен Тирол, автономен регион Трентино-Южен Тирол. Разположено е на 162 m надморска височина. Населението на общината е 15 777 души (към 2010 г.).

## Език
Официални общински езици са и италианският и немският. Най-голямата част от населението говори немски. В общината се говори и други романски език, ладинският.
| %     | Роден език      |
| 3,57  | Италиански език |
| 96,11 | Немски език     |
| 0,31  | Ладински език   |